# Deuterocohnia schreiteri
Deuterocohnia schreiteri är en gräsväxtart som beskrevs av Alberto Castellanos. Deuterocohnia schreiteri ingår i släktet Deuterocohnia och familjen Bromeliaceae. Inga underarter finns listade i Catalogue of Life.

## Bildgalleri

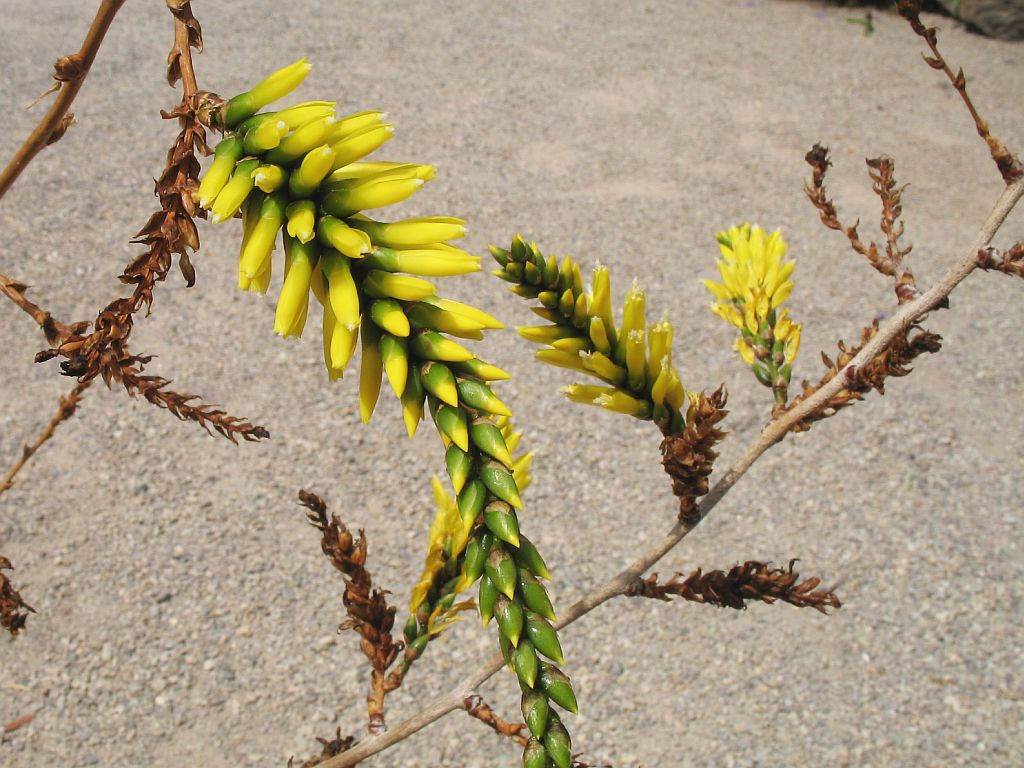
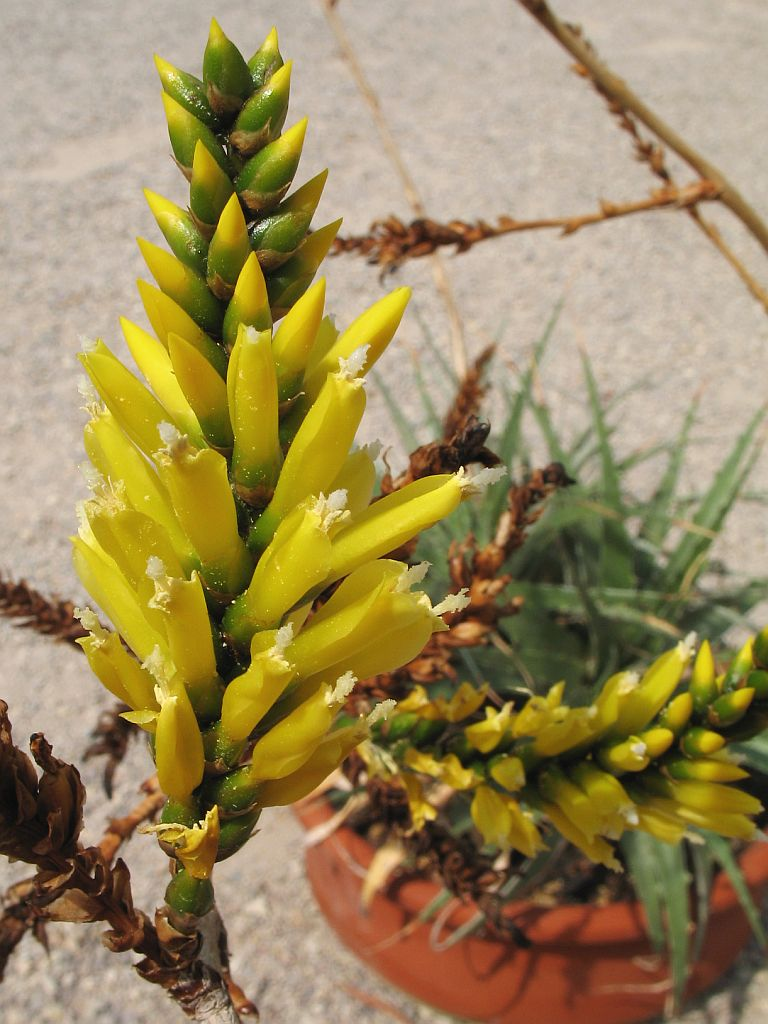
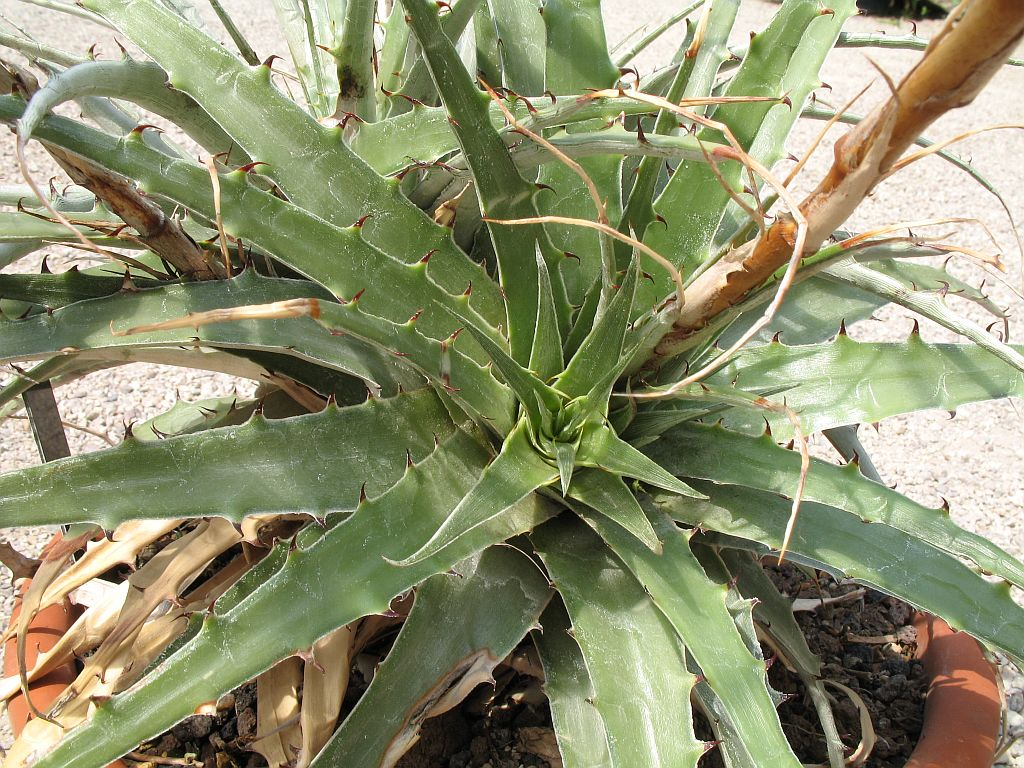
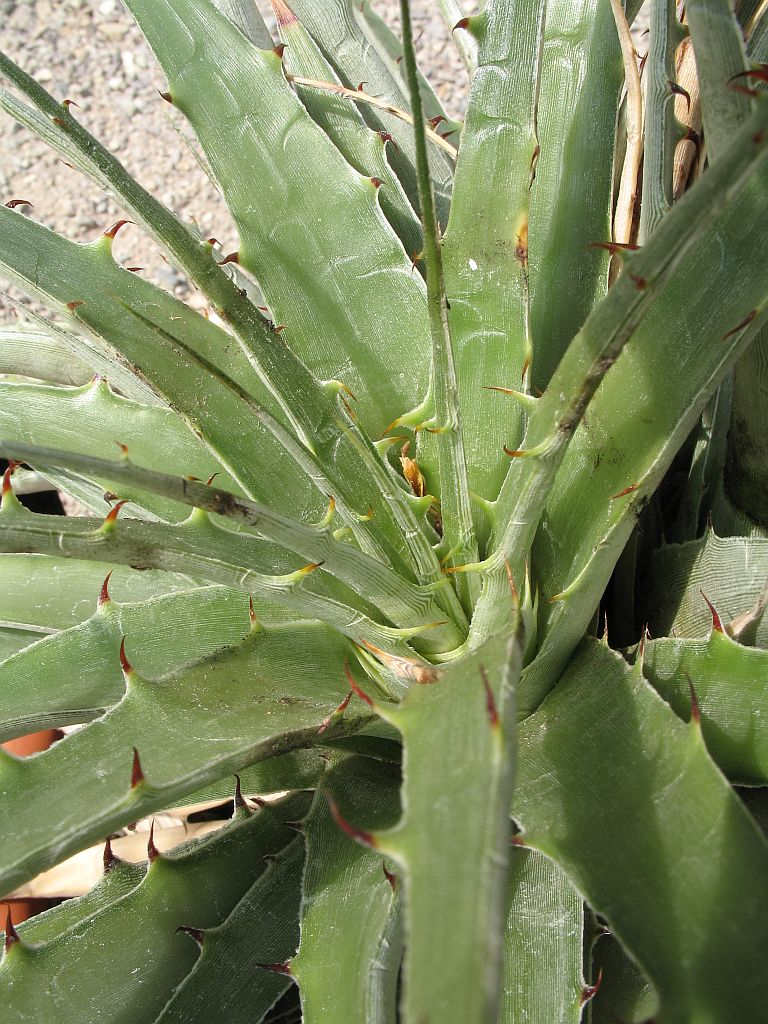